# (99201) Sattler
(99201) Sattler (2001 HY16) – planetoida z pasa głównego asteroid okrążająca Słońce w ciągu 4,58 lat w średniej odległości 2,76 j.a. Odkryta 25 kwietnia 2001 roku.